# El Casino (Balsareny)
El Casino és un edifici del poble de Balsareny (Bages) inclòs en l'Inventari del Patrimoni Arquitectònic de Catalunya.

## Descripció
Casa entre mitgeres, de dues plantes, amb coberta a dues aigües i amb el carener paral·lel a la façana.
La façana és composta per dos portals rectangulars als baixos i un balcó corregut, amb barana de ferro forjat, amb dues obertures, al pis superior.
Les parets són de pedra i bora perimetrals, amb pilars de fosa intermedis; els sostres són aixecats sobre bigues de fusta.
A la part posterior té una galeria amb vidrieres i balustrada modernista. Als darreres té un jardí romàntic amb una sortida que dona al carrer Trull. Al pati hi ha una font commemorativa, arranjada fa pocs anys.
Respon a la tipologia d'Ateneu Popular.

## Història
L'edifici va ser la seu del Centre Instructiu i Recreatiu, entitat fundada pel batlle Josep Escalé. L'entitat era de caràcter republicà i laic, i feia competència al Centre Catòlic, que aplegava els elements més religiosos i tradicionals del poble. La inauguració de l'edifici, l'any 1910 va permetre un ampli programa d'activitats com ara cinema, ball i teatre.
L'any 1930 es va fundar una delegació de l'entitat nacionalista anomenada "Palestra", que va organitzar xerrades, cinema, cursets de català, entre d'altres. Arran dels esdeveniments polítics, l'any 1939 es va clausurar i les seves activitats van desaparèixer. L'agost del 1980 fou reinaugurat com a cafè i sala d'espectacles.